# 3480 Abante
A 3480 Abante (ideiglenes jelöléssel 1981 GB) a Naprendszer kisbolygóövében található aszteroida. Edward L. G. Bowell fedezte fel 1981. április 1-én.